# Filippo Tamagnini
Filippo Tamagnini (ur. 30 stycznia 1972) – sanmaryński polityk, deputowany do parlamentu od 2008, kapitan regent San Marino od 1 kwietnia 2011 do 1 października 2011 i ponownie od 1 października 2023 do 1 kwietnia 2024.

## Życiorys
Filippo Tamagnini ukończył geometrię w Instytucie Technicznym „Beluzzi” w Rimini oraz inżynierię budowlaną na Uniwersytecie Bolońskim. W 2000 rozpoczął pracę w Urzędzie Planowania San Marino. Był ekspertem w dziedzinie hydrologii.
W 2000 wstąpił w szeregi Chrześcijańsko-Demokratycznej Partii San Marino (PDCS). Od 2003 do 2008 był członkiem Rady Castello di Serravalle. W 2008 został deputowanym do Wielkiej Rady Generalnej, w której wszedł w skład Komisji Zdrowia i Planowania.
16 marca 2011 razem z Marią Luisą Berti został wybrany przez parlament na urząd kapitana regenta San Marino, objął go 1 kwietnia 2011 na okres 6 miesięcy.
14 września 2023 ponownie wybrany na stanowisko kapitana-regenta  (wraz z Gaetano Troina).
Filippo Tamagnini jest żonaty, ma troje dzieci. Mieszka w Falciano.

## Odznaczenia
- Krzyż Wielki Udekorowany Wielką Wstęgą Orderu Zasługi Republiki Włoskiej (Włochy, 2023)[4]